# Jekaterina Zelenkova
Jekaterina Zelenkova (russisk: Екатерина Зеленкова; født 28. februar 1999 i Jaroslavl, Rusland) er en russisk håndboldspiller, der spiller for Rostov-Don i Russisk Superliga og Ruslands kvindehåndboldlandshold.
Hun blev udtaget til landstræner Ljudmila Bodnievas trup ved VM i kvindehåndbold 2021 i Spanien.